# Telewizja „Obiektyw”
Telewizja Obiektyw – polska lokalna stacja telewizyjna z siedzibą w Krośnie. 
Stacja powstała na bazie krośnieńskiego Radia Fakty. Pierwszy program wyemitowano w roku 2002. Przekaz dostępny jest w sieciach kablowych na terenie podkarpackich miast – Krosna, Jasła, Brzozowa, Sanoka, Rzeszowa, Leska i Ustrzyk Dolnych.

## Programy
Stacja emituje serwisy informacyjne z wiadomościami z regionu, program publicystyczny „Gość Obiektywu” oraz produkcje własne, wśród których znajdują się reportaże, filmy dokumentalne i fabularne. Ponadto redakcja przygotowuje lokalny serwis informacyjny RMF MAXX Krosno.
W ramach cyklu „Polscy Wizjonerzy”, telewizja wyprodukowała m.in. filmy: „Jako w niebie, tak i w Komańczy”, „Wieleżyński. Alchemik ze Lwowa” oraz „Łukasiewicz nafciarz romantyk”.